# الدوري الفنلندي الممتاز 2002
الدوري الفنلندي الممتاز 2002 (بالفنلندية: Veikkausliigan kausi 2002) هو موسم من الدوري الفنلندي الممتاز. فاز فيه نادي هلسنكي.